# 金瓶梅 (2008年の映画)
『金瓶梅』（きんぺいばい、原題：金瓶梅）は、中国の古典『金瓶梅』を原作とした、2008年のエロティック映画。香港映画であるが、主要キャストとして日本のAV女優が出演している。DVD邦題は『金瓶梅 上巻』。
2009年公開の後編『金瓶梅 下巻』（原題：金瓶梅II 愛的奴隷）は、日本では劇場未公開でDVD化のみ。本項目では後編もまとめて扱う。

## ストーリー
宋の時代。幼くして性に目覚めた大富豪の青年・西門慶が様々な女性と交わる。

## キャスト
△は上巻のみ、▽は下巻のみ登場。
- 若菜ひかる：明月
- 上原カエラ：紫煙、李瓶児▽（二役）
- 早川瀬里奈：潘金蓮
- 森川由衣：西門慶の母△、雁夫人△（二役）
- ウィニー・リョン：龐春梅
- ラム・ワイキン：西門慶
- サミュエル・リョン：竹竿
- タム・グォンツォン：花子虚▽
- チョイ・シウキョン：西門達△
- ン・チーホン：武大郎